# Съюз по автоматика и информатика
Съюз по автоматика и информатика „Джон Атанасов“ (САИ) е българско професионално сдружение с идеална цел. Създадено е през 1990 г. Фокусира се
върху областите автоматика и информатика.
САИ е член-основател на Федерацията на научно-техническите съюзи (ФНТС) и член на CEPIS (Съвет на европейските дружества по информатика); чрез ФНТС е член на IFAC (Международната федерация по автоматично управление), Световната инженерна организация и Европейската инженерна организация (ФЕАНИ). Има договор за сътрудничество с IEEE. САИ е колективен член на Българската стопанска камара и съинициатор на множество организации и групирания от национално значение.

## Цели
Според информация от официалния сайт на съюза, основните му цели са:
- да обединява усилията на своите членове за активно участие при вземането на решения и реализацията им в развитието на икономиката, научните изследвания и научно-техническите приложения в страната в името на народното благоденствие и общочовешките ценности;
- да представлява и защитава творческо-професионалните интереси и обществения престиж на своите членове пред държавни, обществени и стопански институции в България и в чужбина;
- да създава условия за непрекъснато повишаване на знанията, квалификационното и професионално равнище на съюзните членове;
- да представлява общността на специалистите по автоматика и информатика в сродни международни и чужди организации и да съдейства за развитието на активни творчески контакти в международния научно-технически живот.

## Дейност
Дейността на САИ се съсредоточава около научно-техническия обмен и работа в защита на колективните интереси на неговите членове. Основни дейности в първото направление са организирането на конференции и издаването на научни списания.
Някои по-значими организации, в които САИ има ключова роля:
- Академичната общност по компютърни системи и информационни технологии (АОКСИТ);
- Български национален комитет за IFAC, който представлява България в IFAC и координира провеждането на съвместни или под егидата на IFAC мероприятия;
- IEEE Joint Chapter of Bulgaria – IM/CS/SMC;
- Асоциация на Бизнес Клъстерите в България.

### Конференции
През годините САИ организира множество конференции, някои от които са:
- Международна конференция „Автоматика и информатика“;
- Международна конференция „КомпСисТех“;
- Международен симпозиум „Управление на топлоенергийни обекти и системи“.

### Информационно-издателска дейност
- Списание „Автоматика и информатика“ (от 1967 г.) – приложно-информационно издание на САИ, в което се обхващат проблемите на приложението на научно-техническите постижения в практиката, бизнеса и научно-техническата политика на страната в цялата област на автоматиката и информатиката. Публикуват се също информационни материали, производствени и делови съобщения, обяви и реклами. Списанието е индексирано в STN и ВИНИТИ[3].
- Списание Information Technologies and Control (от 2003 г. на английски език) – научно издание на САИ, в което се публикуват оригинални научни и научно-приложни обзори, анализи и статии на български и чуждестранни автори, индексирано във ВИНИТИ.

### Други
По инициатива на САИ през 2007 г. Министерският съвет утвърждава 4 октомври – рождения ден на Джон Атанасов, за професионален празник на специалистите по информационни технологии, компютърна техника и автоматика. Под патронажа на президента на България САИ ежегодно организира Международни дни на Джон Атанасов.
За дългогодишна и активна дейност, както и за особени заслуги за автоматиката и информатиката в страната и в света, Съюзът присъжда званията „заслужил“ и „почетен“ член на САИ.
Като член на CEPIS и на консорциум ECDL-България, съставен от организации от системата на ФНТС, САИ участва активно в прилагането в България на Европейския стандарт за компютърни умения (ECDL).

## Изявени членове
- акад. Кирил Боянов
- акад. Васил Сгурев
- чл.-кор. Минчо Хаджийски
- чл.-кор. Филип Филипов